# 미시마 야히코

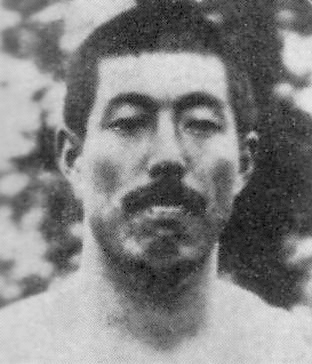
미시마 야히코

미시마 야히코(일본어: 三島弥彦, 1886년 2월 23일 ~ 1954년 2월 1일)는 1912년 하계 올림픽에 참여했던 일본의 육상 선수이다. 그는 가나구리 시조와 함께 일본인 최초로 올림픽에 참가한 선수이다.

## 생애
미시마는 경시총감 미시마 미치쓰네 자작의 아들로 도쿄부 도쿄시 고지마치구(지금의 도쿄도 지요다구)에서 6남 6녀 중 5남으로 태어났다. 미시마의 아버지는 두 살 때 세상을 떠났다. 그는 가쿠슈인에 다녔고, 도쿄 제국대학에서 법학을 전공했다. 그러나 미시마의 재능은 스포츠에 있었고, 대학 야구, 유도, 승마, 보트타기, 스모, 스케이트 등에서 활약하며 수많은 대회에 참가하였다. 일본 남자들의 평균 키가 150cm 안팎이던 상황에서 170cm의 큰 키로 그를 유리하게 만들었다. 이후 하네다 공항이 된 곳에서 치러진 스웨덴 스톡홀름의 1912년 하계 올림픽 국내 예선에서 미시마는 당초 심판위원에 선정됐으나 100m, 400m, 800m에서 1위를 차지하며 대회 참가자로 결정했고 200m에서는 2위를 차지했다. 여러 예선전이 치러졌지만 일본 문부성의 올림픽 지원은 이뤄지지 않았고, 예산은 스톡홀름에 2명만 파견하는 데 한정됐다. 미시마와 장거리 달리기 선수 가나구리 시조가 선발되었고, 시베리아 횡단 철도를 통해 스톡홀름으로 여행가게 되었다.
1912년 7월 6일, 미시마는 1912년 올림픽 개막식의 표준 기수 역할을 했다. 같은 날 오후 개인기록은 동점이지만 100m 1차전에서 1초 이상 늦어 꼴찌를 기록해 탈락했다. 그는 200미터 경기의 첫 번째 경기에서 5위(그리고 꼴찌)를 했다. 400m 경기에서 2위에 올라 준결승에 진출했지만 다른 주자가 한 명밖에 없었기 때문에 이 또한 꼴찌였다. 그는 오른쪽 다리의 통증으로 결승전에 진출하지 못했다. 그는 폐막식 전에 스톡홀름을 떠나 1916년 하계 올림픽의 근거를 살펴본 베를린을 방문하고, 당시 일본에서 구할 수 없었던 스포츠 장비를 구입하기 위해 1913년 2월 7일에야 귀국했다. 그러나 1916년 베를린 올림픽은 제1차 세계대전 때문에 취소되었고, 미시마도 벨기에 안트베르펜에서 열린 1920년 하계 올림픽에 출전할 자격을 얻지 못했다.
1913년, 미시마는 요코하마 정금은행에 입사하여, 중국 칭다오에 있는 지사에 배속되어 1939년까지 근무했었다. 1954년 도쿄 메구로 자택에서 숨진 그의 최후는 일본 언론에 의해 크게 간과되었다.

## 같이 보기
- 미시마 야타로 - 야히코의 장형, 제8대 일본은행 총재
- 미시마 미치하루 - 야히코의 조카, 소설가, 자작